# Austerity 0-6-0ST
Austerity 0-6-0ST или просто Austerity — британский маневровый танк-паровоз, созданный компанией Hunslet Engine Company в 1943 году в период Второй мировой войны. Самый распространённый британский маневровый локомотив того времени и выпускался на протяжении 2 десятков лет вплоть до 1964 года. Название 0-6-0ST дано по «нотации Уита» и расшифровывается следующим образом: 0-6-0 — с 6-ю движущими колёсами, без бегунковых и поддерживающих колёс; T — танк-паровоз; S — с седлообразным баком для воды (находится на паровом котле как седло на лошади).
Прототипом паровоза послужил маневровый паровоз Fowler 3F, который выпускался в 1920—1930 гг. на 6 английских заводах, но который к началу Второй мировой войны несколько устарел. Хотя Austerity выпускался лишь одним заводом — Hunslet Engine Company, — тем не менее к 1947 году было уже выпущено 337 локомотивов, из которых 90 штук были переданы британской армии, 75 проданы дороге LNER, где получили обозначение J94, а 38 были проданы в Голландию, откуда часть из них после попала на железные дороги Франции. Помимо этого, ещё в годы войны, после высадки союзников в Нормандии, часть паровозов оказалась в Северной Африке.
Один из паровозов (номер 3850) сохранён и находится в статической экспозиции Национального железнодорожнного музея в Шилдоне.